# HD 89307 b
HD 89307 b ist ein Exoplanet, der den gelben Zwerg HD 89307 alle 2900 Tage umkreist. Auf Grund seiner hohen Masse wird angenommen, dass es sich um einen Gasplaneten handelt.

## Entdeckung
Der Planet wurde mit Hilfe der Radialgeschwindigkeitsmethode von Geoffrey Marcy et al. im Jahr 2004 entdeckt.

## Umlauf und Masse
Der Planet umkreist seinen Stern in einer Entfernung von ca. 3,95 Astronomischen Einheiten bei einer Exzentrizität von 27 % und hat eine Masse von ca. 829,7 Erdmassen bzw. 2,61 Jupitermassen.